# La clinica per litigare
La clinica per litigare (The Argoument Sketch) è uno dei più celebri sketch del Monty Python's Flying Circus trasmesso nel terzo episodio della terza serie e comparve anche nel film Monty Python Live at the Hollywood Bowl.

## Lo sketch
Lo sketch inizia con Mr. Arthur Pewty (Michael Palin) che entra in un ufficio e chiede a una segretaria (Rita Davis) dov'è la stanza per avere cinque minuti di litigio. La segretaria gli indica la stanza, Pewty ci entra e dentro c'è un uomo (Graham Chapman) seduto dietro a una scrivania che comincia a lanciare insulti a Pewty. Dopo che quest'ultimo dichiara che voleva avere soltanto un'argomentazione, l'uomo calmamente si scusa e dice che ha sbagliato stanza, infatti la stanza giusta è quella di fianco.
Pewty entra nella stanza accanto dove c'è un altro uomo (John Cleese) e domanda se è la stanza giusta, tuttavia l'uomo evita la domanda e comincia a litigare con Pewty dicendogli che aveva già chiesto se era la stanza esatta e, ovviamente, Pewty dice di no. Dopo aver discusso su questo argomento, l'uomo chiede a Pewty se era venuto qui per la litigata da cinque o da mezz'ora, Pewty risponde che era venuto per quella da cinque minuti e l'uomo se lo annota e lo ringrazia. Poi ricominciano a discutere sullo stesso argomento e quest'ultimo viene interrotto quando Pewty dice che questo non è un argomento, ma una contraddizione e subito l'uomo contraddice quello che Pewty ha appena detto. Pewty gli fa notare che lo sta contraddicendo e gli dice che era venuto qua per un argomento, ma viene contraddetto dall'uomo che gli dice che era venuto qua per una litigata. Pewty risponde dicendo che un'argomentazione e una litigata non sono la stessa cosa, infatti un'argomentazione è "una serie di enunciati connessi per stabilire una certa proposizione", ma viene contraddetto di nuovo e l'uomo gli dice che se deve fare una contraddizione deve assumere una posizione contraria. I due continuano a litigare su questo "argomento", finché l'uomo suona una campanella dicendo che la litigata è finita.
Pewty (che stava per interessarsi alla litigata) chiede se può avere ancora cinque minuti di litigata e l'uomo risponde che se vuole avere altri cinque minuti di litigata deve pagare. Pewty paga l'uomo, ma quest'ultimo gli dice ancora che non può discutere se prima non lo paga. Pewty gli dice che lo ha pagato, ma l'uomo continua a contraddire e la litigata ricomincia, finché Pewty non fa notare all'uomo che in un momento si è appena contraddetto da solo, però l'uomo continua a contraddire. Pewty gli dice che se stanno litigando vuol dire che ha pagato, ma l'uomo gli dice che può anche litigare nel tempo libero. Pewty, frustrato e scocciato, se ne va dalla stanza.
Poi Pewty va in un'altra stanza dove c'è un altro uomo (Eric Idle) seduto dietro a una scrivania. Pewty gli chiede di voler lamentarsi, ma l'uomo comincia a lamentarsi delle sue scarpe, dicendo che hanno il tacco sciupato. Pewty se ne va nuovamente scocciato e entra in un'altra stanza.
Appena entrato nella stanza, Pewty viene preso a martellate da un altro uomo (Terry Jones) e quest'ultimo gli dice che, dopo aver preso la martellata, deve mettersi la testa tra le mani e gridare. Infine l'uomo continua a martellare Pewty e quest'ultimo gli chiede di smettere e dice di essere venuto per lamentarsi, ma l'uomo gli dice che questa è la stanza per la lezione di "come essere martellati alla testa". Poi segue lo sketch L'ispettore Volpe Volante di Scottland Yard.

## Monty Python Live at the Hollywood Bowl
Venne fatta una versione per Monty Python Live at the Hollywood Bowl, dove a interpretare la segretaria c'è Carol Cleveland e lo sketch viene interrotto da Terry Gilliam che si mette a cantare I've Got Two Legs.